# Análisis de la supervivencia
En estadística aplicada, el análisis de supervivencia estudia los procesos aleatorios relacionados con la muerte de organismos vivos y el fallo de sistemas mecánicos. 

## Distribuciones usadas en análisis de la supervivencia
- Distribución exponencial
- Distribución de Weibull
- Distribución exponencial-logarítmica